# Boston Properties
Boston Properties, Inc. — компанія, що розташована у Бостоні, Массачусетс, займається будівництвом та інвестиційною діяльністю. Основна зацікавленість компанії у офісних приміщеннях, які компанія будує, купує, перепродує на ринках Бостона, Вашингтону, Сан-Франциско.
Компанія придбала багато приміщень високої вартості, в тому числі будинок General Motors Building у Нью-Йорку за $ 2,8 млрд, найбільша сума, за офісну будівлю.
Засновано у 1970 році, на фондовій біржі з червня 1997.
1. ↑  Global LEI index
2. ↑  Polygon.io